# Пешель, Карл Готлиб
Карл Готлиб Пешель (нем. Carl Gottlieb Peschel; 31 марта 1798, Дрезден — 3 июля 1879, там же) — немецкий художник романтического направления, член движения назарейцев.

## Биография
К. Г. Пешель родился в семье финансового чиновника. В 1812 году он поступает в Академию искусств Дрездена. Во время учёбы Пешель зарабатывает тем, что помогает более известным художникам при написании ими крупноформатных полотен. В 1825—1826 годах он совершает путешествие в Италию, год живёт и учится в Риме. В Риме художник знакомится и заключает дружбу с Юлиусом Шнором фон Каросфельдом и Людвигом Рихтером, которая длится всю их жизнь. После возвращения на родину Пешель первое время зарабатывает частными уроками рисования и раскрашиванием табакерок.
После того, как Саксонское художественное общество приобретает полотно К. Г. Пешеля «Элиезер и Ревекка у ручья», материальное положение мастера существенно улучшается, он начинает получать серьёзные заказы. Вместе с Бонавентурой Дженелли он расписывает «Римский дом» в Дрездене. Затем Пешель приглашается И.Квандтом для украшения фресками по произведениям Гёте здания «Бельведера» в Дитерсбахе. С 1837 года Пешель преподаёт в Академии искусств Дрездена, с 1846 он — профессор Академии, с 1859 — член Академического совета. В том же, в 1859 году он пишет алтарную картину для церкви в Ауэрбахе.
До 1850 года художник выбирал сюжеты для своих картин преимущественно из Ветхого Завета, позднее — в основном из Нового Завета. Полотна Пешеля можно увидеть в крупнейших картинных галереях Европы и Америки (например, в нью-йоркском музее Метрополитен, в Дрезденской галерее и др.).

## Издания
- Carl Peschel: Das Buch Tobiä in elf bildlichen Darstellungen. Zur Förderung frommen Sinnes herausgegeben mit einem Vorworte begleitet von D. August Hahn. C. G. Börner, Leipzig, 1830.

## Галерея
- Эрлкёниг (по Гёте, 1840))
- Моисей и десять заповедей
- Портрет художника Людвига Рихтера (1827)
- Ребекка и Элиезер у источника